# امبیور
امبیور (به ایتالیایی: Ambivere) یک سکونتگاه مسکونی در ایتالیا است که در استان برگامو واقع شده‌است.

## خصوصیات
امبیور ۳٫۲ کیلومترمربع مساحت و ۲٬۲۶۵ نفر جمعیت دارد و ۲۶۱ متر بالاتر از سطح دریا واقع شده‌است.